# Blepharita bathensis
Blepharita bathensis là một loài bướm đêm trong họ Noctuidae.